# Jean Féron
Jean Féron (né Joseph-Marc-Octave Lebel, 1881 - 1946 ou 1955) était un romancier et dramaturge francophone canadien né à Brunswick (Maine, États-Unis).
Bien que né dans l'État du Maine et éduqué au Québec, il est perçu comme l'un des premiers écrivains francophones des Plaines de l'Ouest canadien.
Il a écrit plus d'une trentaine de romans après avoir élu domicile à Zenon Park en Saskatchewan. Ses manuscrits sont confiés pour fin de publication aux Éditions Édouard Garand, à Montréal. La Métisse lance sa carrière. Ce roman connaîtra deux éditions au Québec, l'une en 1923 et l'autre en 1926 ; cette dernière est tirée à plus de huit mille exemplaires. Sombrée dans l'oubli au Québec, l'œuvre de Féron refait maintenant surface dans l'Ouest canadien où La Métisse connaît, en 1983, une troisième édition, cette fois aux Éditions des Plaines, au Manitoba.
Peu d'études ont été consacrées à Jean Féron et à son roman La Métisse. Au Québec, Féron est connu comme un auteur de littérature populaire du début du XXe siècle. Les chercheurs l'associent surtout à l'entreprise innovatrice des Éditions Édouard Garand. Cette jeune maison d'édition s'était taillé une place dans le marché québécois du livre en produisant des romans-feuilletons dont le contenu reflétait le patrimoine canadien-français.
Dans l'Ouest du Canada, plusieurs chercheurs ont abordé l'œuvre de Jean Féron sous divers angles. Il s'agit d'articles littéraires, historiques et politiques traitant de l'œuvre ou de la vie de l'auteur. Mais ils sont sommaires et occasionnels. Aucune étude d'envergure n'a été consacrée jusqu'à présent à cet écrivain, si on fait exception de l'analyse globale de Maurice Lemire que l'on retrouve dans le tome II du Dictionnaire des œuvres littéraires du Québec ainsi que le mémoire de maîtrise de Michel Marchildon, Lecture sociocritique de La Métisse de Jean Féron(Université Laval, 1995). L'ensemble de son œuvre est conservé aux archives de l'Université de la Saskatchewan, à Saskatoon (Canada).

## Publications
- Même sang. Roman canadien inédit, [Arborfield, Sask., Chez l'auteur, 1919], 28 p.
- La métisse, Montréal, Éditions Édouard Garand, 1923    (Wikisource) ; La Métisse. Roman canadien, 1926, 214 p. ; Saint-Boniface, Manitoba, Les Éditions des Plaines, 1983, 214 p. Présentation d'Annette Saint-Pierre.
- L’aveugle de Saint-Eustache, Montréal, Éditions Édouard Garand, 1924    (Wikisource), 61 p. Ill. d'Albert Fournier. Préface de l'auteur. « Le Roman canadien ».
- Fierté de race. Grand roman canadien inédit, Montréal, Éditions Édouard Garand, 1924, 68 p. Ill. d'Albert Fournier. « Le Roman canadien ». (« Fierté de race », p. 1-56 ; « La Femme d'or. Roman canadien inédit », p. 57-68)
- Le Philtre bleu. Grand récit canadien, Montréal, Éditions Édouard Garand, 1924, 29 p. Ill. d'Albert Fournier. « Le Roman canadien ».
- La Revanche d'une race. Grand roman canadien inédit, Montréal, Éditions Édouard Garand, 1924, 111 p. Ill. d'Albert Fournier. « Le Roman canadien »; 1928.
- La Secousse. Roman canadien inédit, Montréal, Éditions Édouard Garand, 1924, 15 p. « Le Roman canadien ».
- La Secousse. Comédie dramatique en trois actes, Montréal, Éditions Édouard Garand, 1924, 15 p. « Le Théâtre canadien ».
- La Besace d'amour. Grand roman historique canadien inédit, Montréal, Éditions Édouard Garand, 1925, 88 p. Ill. d'Albert Fournier. «Le Roman canadien». (« La Besace d'amour », p. 1-79 ; « La Vie canadienne », p. 80-88).
- Les Cachots d'Haldimand. Grand roman historique canadien inédit, Montréal, Éditions Édouard Garand, 1925, 80 p. Ill. d'Albert Fournier. « Le Roman canadien ». (« Les Cachots d'Haldimand », p. 1-74 ; « La Vie canadienne », p. 75-80.
- La Femme d'or. Grand récit canadien, Montréal, Éditions Édouard Garand, 1925, 36 p. Ill. d'Albert Fournier. « Le Roman canadien ». (Publié d'abord à la suite de Fierté de race, 1924).
- Le Manchot de Frontenac. Roman canadien inédit, Montréal, Éditions Édouard Garand, 1926, 128 p. Ill. d'Albert Fournier. « Le Roman canadien ». (« Le Manchot de Frontenac », p. 1-79 ; « La Vie canadienne », p. 81-128).
- Le Patriote 1837-38. Grand roman historique canadien inédit, Montréal, Éditions Édouard Garand, 1926, 68 p. Ill. d'Albert Fournier. « Le Roman canadien ». (« Le Patriote 1837-38 », p. 1-64 ; « La Vie canadienne », p. 65-72).
- La Taverne du diable. Grand roman historique canadien inédit, Montréal, Éditions Édouard Garand, 1926, 80 p. Ill. d'Albert Fournier. « Le Roman canadien ». (« La Taverne du diable », p. 1-76 ; « La Vie canadienne », p. 77-80).
- La Besace de haine. Roman historique canadien inédit, Montréal, Éditions Édouard Garand, 1927, 108 p. Ill. d'Albert Fournier. « Le Roman canadien ». (« La Besace de haine », p. 1-100 ; « La Vie canadienne », p. 101-108).
- Le Drapeau blanc. Roman historique inédit, Montréal, Éditions Édouard Garand, 1927, 88 p. Ill. d'Albert Fournier. « Le Roman canadien ». (« Le Drapeau blanc », p. 1-82 ; « La Vie canadienne », p. 83-88).
- Le Roman des quatre. La Digue dorée. Roman canadien inédit, Montréal, Éditions Édouard Garand, 1927, 80 p. Collab. Ubald Paquin, Alexandre Huot et Jules Larivière. Ill. d'Albert Fournier. « Le Roman canadien ».
- Le Siège de Québec. Roman historique canadien inédit, Montréal, Éditions Édouard Garand, 1927, 96 p. Ill. d'Albert Fournier. « Le Roman canadien ». (« Le Siège de Québec », p. 1-86 ; « La Vie canadienne », p. 87-96).
- Les Trois grenadiers (1759). Roman historique inédit, Montréal, Éditions Édouard Garand, 1927, 83 p. Ill. d'Albert Fournier. « Le Roman canadien ». (« Les Trois Grenadiers (1759) », p. 1-74 ; « La Vie canadienne », p. 75-83).
- Le Capitaine Aramèle. Roman canadien inédit, Montréal, Éditions Édouard Garand, 1928, 72 p. Ill. d'Albert Fournier. « Le Roman canadien ». (« Le Capitaine Aramèle », p. 1-64 ; « La Vie canadienne », p. 65-72) ; Berthierville, L'Imprimerie Bernard limitée, 1949, 122 p.
- L'Espion des Habits rouges. Roman canadien inédit, Montréal, Éditions Édouard Garand, 1928, 80 p. Ill. d'Albert Fournier. « Le Roman canadien ». (« L'Espion des Habits rouges », p. 1-62 ; « La Vie canadienne », p. 63-80).
- Jean de Brébeuf. Roman canadien inédit, Montréal, Éditions Édouard Garand, 1928, 76 p. Ill. d'Albert Fournier. « Le Roman canadien ». (« Jean de Brébeuf », p. 1-69 ; « La Vie canadienne », p. 70-76).
- Le Mendiant noir. Roman canadien inédit, Montréal, Éditions Édouard Garand, 1928, 80 p. Ill. d'Albert Fournier. « Le Roman canadien ». (« Le Mendiant noir », p. 1-72 ; « La Vie canadienne », p. 73-80) ; Berthierville, L'Imprimerie Bernard limitée, 1949, 22 p.
- La Prise de Montréal. Roman canadien inédit, Montréal, Éditions Édouard Garand, 1928, 76 p. Ill. d'Albert Fournier. « Le Roman canadien ». (« La Prise de Montréal », p. 1-68 ; « La Vie canadienne », p. 69-76).
- La Belle de Carillon. Roman canadien inédit, Montréal, Éditions Édouard Garand, 1929, 72p. Ill. d'Albert Fournier. « Le Roman canadien ». (La Belle de Carillon, p. 1-70; La Vie canadienne, p. 71-72).
- Bœufs roux. Roman canadien inédit, Montréal, Éditions Édouard Garand, 1929, 80 p. Ill. d'Albert Fournier. « Le Roman canadien ». (Signé Joseph-Marc Lebel, « Bœufs roux », p. 1-72 ; « La Vie canadienne », p. 73-80).
- La Corvée. Roman canadien inédit, Montréal, Éditions Édouard Garand, 1929, 72 p. Ill. d'Albert Fournier. « Le Roman canadien ». (« La Corvée », p. 1-68 ; « La Vie canadienne », p. 69-72).
- L'Échafaud sanglant. Grand roman historique canadien inédit, Montréal, Éditions Édouard Garand, 1929, 64 p. Ill. d'Albert Fournier. « Le Roman canadien ». (« L'Échafaud sanglant », p. 1-46 ; « La Vie canadienne », p. 47-64) ; L'Échafaud sanglant, Berthierville, L'Imprimerie Bernard limitée, 104 p.
- L'Étrange Musicien. Roman canadien inédit, Montréal, Éditions Édouard Garand, 1930, 64 p. Ill. d'Albert Fournier. « Le Roman canadien ». (« L'Étrange Musicien », p. 1-50 ; « La Vie canadienne », p. 51-64) ; L'Étrange Musicien, Berthierville, L'Imprimerie Bernard limitée, 1948, 113 p.
- La Fin d'un traître. Roman canadien inédit, Montréal, Éditions Édouard Garand, 1930, 72 p. « Le Roman canadien ». (« La Fin d'un traître », p. 1-44 ; « La Vie canadienne », p. 45-72) ; La Fin d'un traître, Berthierville, L'Imprimerie Bernard limitée, 1948, 99 p.
- L'Homme aux deux visages. Grand roman historique canadien inédit. Période Frontenac 1674, Montréal, Éditions Édouard Garand, 1930, 72 p. Ill. d'Albert Fournier. « Le Roman canadien ». « L'Homme aux deux visages », p. 1-54 ; « La Vie canadienne », p. 55-72) ; L'Homme aux deux visages, Berthierville, L'Imprimerie Bernard limitée, 1948, 119 p.
- La Valise mystérieuse. Roman canadien inédit, Montréal, Éditions Édouard Garand, 1930, 64 p. Ill. d'Albert Fournier. « Le Roman canadien ». (« La Valise mystérieuse », p. 1-52 ; « La Vie canadienne », p. 53-64) ; 1935, 42 p.
- La Vierge d'ivoire. Grand récit canadien inédit, Montréal, Éditions Édouard Garand, 1930, 42 p. Ill. d'Albert Fournier. « Le Roman canadien ».
- Les Amours de W. Benjamin. Roman canadien inédit, Montréal, Éditions Édouard Garand, 1931, 63 p. Ill. d'Albert Fournier. « Le Roman canadien ». (Signé J. M. Lebel. « Les Amours de W. Benjamin », p. 1-52 ; « La Vie canadienne », p. 53-63).
- La Petite Canadienne. Roman canadien inédit, Montréal, Éditions Édouard Garand, 1931, 75 p. Ill. d'Albert Fournier. « Le Roman canadien ». (Suite du roman Les Amours de W. Benjamin. Signé J. M. Lebel. « La Petite Canadienne », p. 1-56 ; « La Vie canadienne », p. 57-75).
- Le Courrier de l'Islet. Roman canadien inédit, Montréal, Éditions Édouard Garand, 1932, 50 p. « Le Roman canadien » ; Berthierville, L'Imprimerie Bernard limitée, 1948, 103 p.
- Le Dernier Geste, roman, Montréal, Éditions Édouard Garand, 1944, 86 p.
- Dans la terre promise, roman, Saint-Boniface, Les Éditions des Plaines, 1986, xix, 168 p. Collab. Jules Lamy. Ill. Introduction de Paul Genuist.